# Comté de Sturgeon
Le comté de Sturgeon (anglais : Sturgeon County) est un district municipal, situé dans la province d'Alberta, au Canada.

## Histoire
À la fin du XIXe siècle, plusieurs familles francophones s’établissent dans le comté de Sturgeon, au nord d’Edmonton.
C'est depuis 1997 que le territoire est officiellement désigné comme le Comté de Sturgeon.

## Démographie
| 2001   | 2006   | 2011   | 2016   |
| ------ | ------ | ------ | ------ |
| 18 067 | 18 621 | 19 578 | 20 495 |

## Économie
Le département du développement économique du comté de Sturgeon est une organisation locale qui œuvre pour promouvoir un environnement commercial rentable.
L'organisation reconnaît les avantages que les nouvelles entreprises peuvent apporter à la région. La finalité du groupe est d’aider la société à naviguer dans les programmes et les processus municipaux, à fournir des services de consultation et à apporter des solutions pratiques afin d’aider les acteurs locaux à chaque étape du développement organisationnel.

### Paroisses catholiques

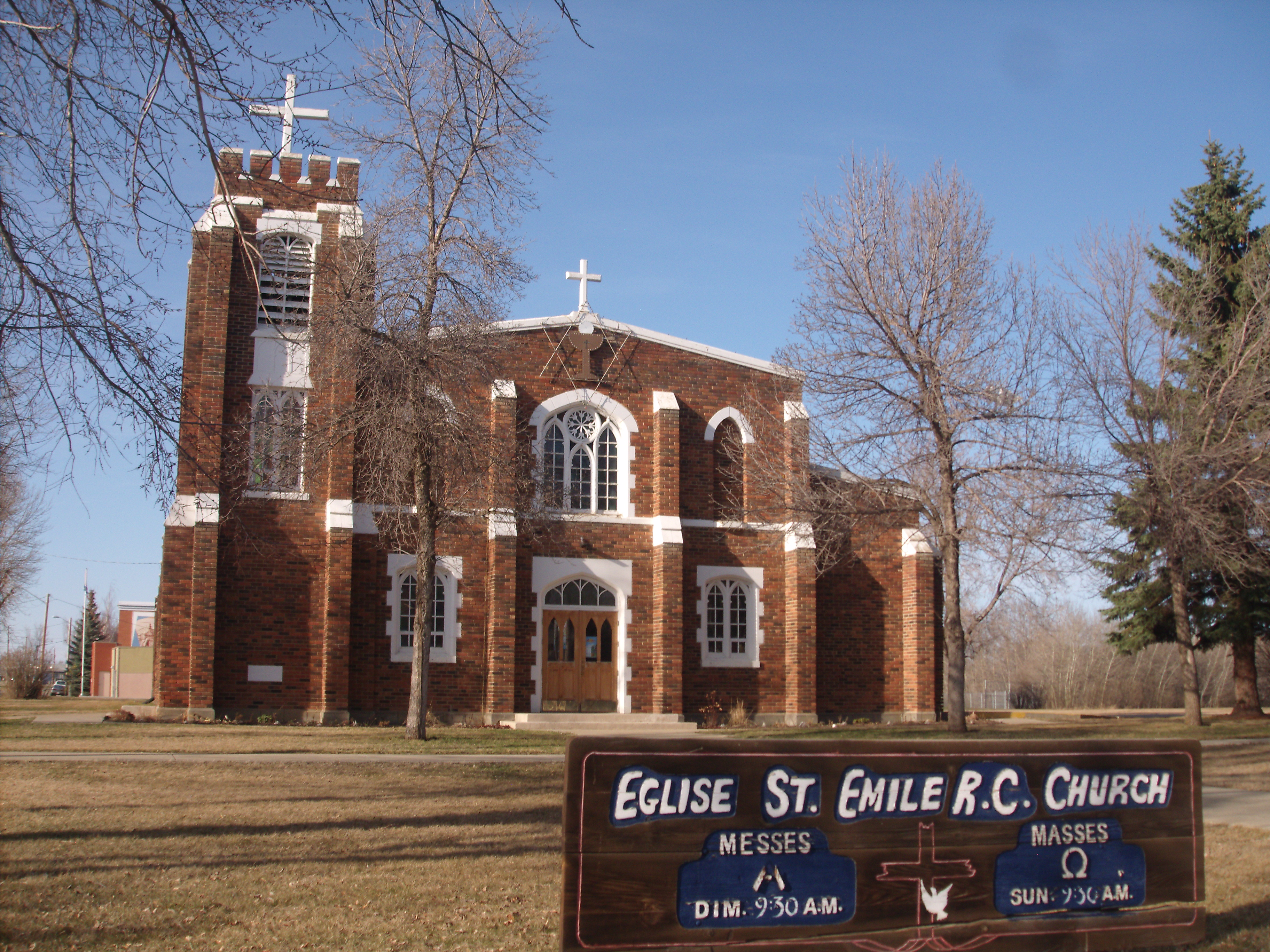
Église St. Émile à Legal dans le Comté de Sturgeon.

## Religion

### Paroisses catholiques[8]
- St. Peter (Villeneuve)[9]
- St. Catherine (Calahoo)[10]
- St. Emerence (Rivière Qui Barre)[11]
- St. Charles (Mearns)[12]

## Communautés et localités
Les entités administratives qui font partie du comté sont les suivants :
Cités
- St. Albert

Bourgs
- Bon Accord
- Gibbons
- Legal
- Morinville
- Redwater

Hameaux
- Alcomdale
- Calahoo
- Carbondale
- Cardiff
- Lamoureux
- Mearns
- Namao
- Pine Sands
- Riviere Qui Barre
- Villeneuve

Localités
- Amelia
- Austin Acres
- Banko Junction
- Braun Village
- Cameron Park
- Cardiff-Echoes
- Cardiff-Pittsburgh
- Casa Vista
- Clearview Acres
- Coronado
- Crestview Heights
- Dover Estates
- Dream Hollow Estates
- Dream Nook
- Duagh
- Eastgate
- Eldorena
- Excelsior
- Fairhaven East Subdivision
- Fairhaven West Subdivision
- Fairydell
- Fedorah
- Fort Augustus
- Fort Saskatchewan Settlement
- Freemore Estates
- Gibbons Lea
- Gibbons Station
- Glenview

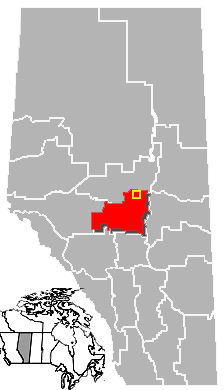
Morinville est situé dans le Comté de Sturgeon.

- Glory Hills ou Glory Hills Development
- Golden Heights
- Grandview Heights
- Greenacres Estates
- Hansen Subdivision
- Hanson Subdivision
- [Hewitt Estates
- Hillsborough Estates
- Hu Haven
- Juniper Hill
- Lancaster Park
- Lily Lake Estates
- Lower Manor Estates
- MacArthur Siding
- Manor Estates
- Maple Ridge
- Namao
  - Namao Ridge Estates
  - Sturgeon Valley Estates
- New Lunnon
- Noroncal
- North Point
- Nywening
- Osthoff Estates
- Peavey
- Pilon Creek Estates
- Pinewood Estates
- Regency Estates
- Reyda Vista Subdivision
- Richfield Estates
- Riverside Park
- Riviere Qui Barre
- Rol-Ana Park
- Rosal Acres
- Shil Shol
- Silverchief Subdivision
- Skyglen
- St. Albert Settlement
- Sturgeon
- Sturgeon Creek Subdivision
- Sturgeon Crest Subdivision
- Sturgeon Heights
- Sturgeon Valley Vista
- Sturgeon View Estates
- Summer Brook
- Summerbrook Estates
- Trestle Ridge
- Turfside Park
- Upper Manor Estates
- Upper and Lower Viscount Estates
  - Lower Viscount Estates ou Lower Viscount
  - Upper Viscount Estates ou Upper Viscount Estates Subdivision
- Volmer
- Waterdale Park
- Waybrook
- Wildlife Park
- Woodridge Estates

Autres
- Bristol Oakes